# Reinhold-Forster-Erbstollen
Der Reinhold-Forster-Erbstollen (orthographisch unrichtige Schreibweise ohne Bindestriche auf dem Stollenmundloch-Eingang: „Reinhold Forster Erbstolln“, lesbar unter dem von Schlägel und Eisen eingerahmten Bergbaumotto „Glück auf!“) ist der Erbstollen der Grube Eisenzecher Zug, dessen Stollenmundloch im Siegener Stadtteil Eiserfeld liegt. Der Stollen ist Teil und Eingang des großen Stollennetzwerkes, das die Siegener Stadtteile Eiserfeld und Eisern untergräbt. Der Stollen war Teil der Verbundgrube Eisenzecher Zug, sein Stollenmundloch von 1879 ist markant für den Siegerländer Bergbau.

## Geschichte
Der am 21. März 1805 angeschlagene Stollen wurde angelegt, um die Tretenbacher Gänge zu lösen, das heißt die Einzelgruben Eisenzeche, Kirschenbaum, Schlänger & Eichert, Scheuer, Kalteborn und weitere. Benannt ist der Stollen nach dem Naturforscher und Geologen Johann Reinhold Forster. Ab 4. Oktober 1839 war der Stollen in königlichem Besitz, ab 5. November 1842 bestanden Erbstollenrechte für den „Königlichen Tiefer Reinhold Forster Erbstollen“, um die Eisenzecher, Pfannenberger und Römeler Gruben zu erreichen. 1865 ging er in den Besitz der Eisenzecher Gruben über.
| Jahr | Gesamtlänge |
| ---- | ----------- |
| 1837 | 279 m       |
| 1852 | 744 m       |
| 1858 | 1.004 m     |
| 1865 | 1.243 m     |
| 1870 | 1.427 m     |
| 1885 | 2.509 m     |

Reinhold-Forster-Erbstollen und zugehöriger Verladeplatz mit Belegschaft im Jahr 1890

Durchschnittlich 8 Belegschaftsmitglieder trieben den Stollen bei einem täglichen Vortrieb von 3–5, später von bis zu 15 cm voran.
Der Stollen traf 1842 auf die Tretenbacher Gänge, 1859 auf Schlänger und Eichert, 1864 auf Scheuer, 1868 auf Grauebach und im Dezember 1883 auf den Kalteborner Gang.
Vom Eingang des Erbstollens bis zum Kaiserschacht zählt der Stollen mit einer Länge von 7.597,5 m (einschließlich Seitengängen) – nach dem Schlebuscher Erbstollen südöstlich von Bochum – zu den längsten in Nordrhein-Westfalen. 1902 wurde der Betrieb eingestellt. Während des Baus wurden einige hundert Tonnen Eisenerz und geringe Mengen Kupfererz gefördert.
Wie viele weitere Stollen im heutigen Siegener Stadtgebiet, diente der Stollen während des Zweiten Weltkriegs in den Jahren 1944/45 für die Bürger von Eiserfeld als Zufluchtsort vor Luftangriffen. Auf dem Kaiserschacht standen früher Förderanlagen, heute wird er als Wohngebiet genutzt.
Der stillgelegte Reinhold-Forster-Erbstollen diente bis 1977 als Sprengstofflager für gewerbliche Zwecke. Er ist auf einer Länge von 470 m begehbar und kann seit 1983 als Schaubergwerk besichtigt werden.

## Persönlichkeiten
Gewerke des Erbstollens waren neben anderen:
- Johann Heinrich Steinseifer, Eiserfeld (1811)
- Johannes Hoffmann und Ehefrau Catharina geb. Hartmann, Eiserfeld (1846)
- Friedrich Stolz, Eiserfeld (1829)